# グナエウス・オクタウィウス (紀元前128年の執政官)
グナエウス・オクタウィウス（ラテン語: Gnaeus Octavius、生没年不詳）は、紀元前2世紀中期・後期の共和政ローマの政治家。紀元前128年に執政官（コンスル）を務めた。

## 出自
グナエウス・オクタウィウスが属するプレブス（平民）のオクタウィウス氏族は、紀元前230年にグナエウス・オクタウィウス・ルフスが財務官（クァエストル）に就任したことで歴史に登場する。ルフスには二人の息子がいたことが分かっている。次男ガイウスの子孫は騎士階級に留まったが、ガイウスの玄孫がローマ帝国初代皇帝アウグストゥス（出生時の名前はガイウス・オクタウィウス・トゥリヌス）である。ルフスの長男のグナエウスは紀元前205年に法務官（プラエトル）に就任している。その子が紀元前165年の執政官グナエウス・オクタウィウスであり、本記事のオクタウィウスは紀元前165年の執政官の息子である。この家系は代々コグノーメン（第三名、家族名）を名乗っていない。

## 経歴
執政官就任年とウィッリウス法の規定から逆算して、オクタウィウスは遅くとも紀元前131年にはプラエトル（法務官）に就任したはずである。紀元前128年に執政官に就任。同僚執政官は同じくプレブス出身のティトゥス・アンニウス・ルスクス・ルフスであった。執政官任期中の出来事は明らかでない。
その後、オクタウィウスは法定で弁論家として活動した。キケロは、ルキウス・リキニウス・クラッススの言葉として、オクタウィウスがある裁判において「相手が愚行によって大義を失い、自分の依頼者が後見人として不貞行為をしていたとの恥ずべき判決を免れ、あらゆる問題から開放されようとしているのに、それに同意しなかった」「雄弁さも弁論術も表現の豊かさも欠けていなかったが、...自分自身がそのような訴訟で認められている以上のことを行うのは不公正だと考えていたし、もしそのような方法で訴訟を起こした場合、相手の訴訟となることを理解していなかった。」と記している。

## 子孫
オクタウィウスには二人の息子があり、グナエウスは紀元前87年に執政官を務め、もう一人のマルクスは護民官を務めた。グナエウスの息子ルキウスは紀元前75年に、マルクスの息子グナエウスは紀元前76年に執政官を務めた。

## 参考資料

### 古代の資料
- キケロ『雄弁家について』

### 研究書
- Smith's Dictionary of Greek and Roman Biography and Mythology.
- Münzer F.  "Octavius" // Paulys Realencyclopädie der classischen Altertumswissenschaft . - 1937. - Bd. XVII, 2. - S. 1801-1803.
- Münzer F.  "Octavius 16" // Paulys Realencyclopädie der classischen Altertumswissenschaft . - 1937. - Bd. XVII, 2. - S. 1808-1810.
- Münzer F.  "Octavius 79" // Paulys Realencyclopädie der classischen Altertumswissenschaft . - 1937. - Bd. XVII, 2. - S. 1853-1854.
- Nadig P. "Octavius [I 5]" In: The New Pauly (DNP). Volume 8, Metzler, Stuttgart 2000, ISBN 3-476-01478-9 , Sp. 1099.